# Melvin Adrien
Melvin Adrien (Le Port, 30 de agosto de 1993) é um futebolista franco-malgaxe que atua como goleiro. Atualmente, joga pelo Martigues.

## Carreira
Iniciou a carreira no time B do Créteil-Lusitanos, onde jogou 3 partidas em 2 temporadas.
Em 2013, assinou com o Royal Mouscron-Péruwelz (Bélgica), também para defender a equipe reserva. Sua passagem também foi rápida: apenas 6 jogos. Voltou à França em 2015, sendo contratado pelo Mulhouse, porém não entrou em campo. Adrien teve sua maior sequência de partidas como profissional a partir da temporada 2017–18, defendendo o Athlétic Amiens, no Championnat National 2 (quarta divisão). Permaneceu por mais um ano antes de assinar com o Martigues, que também joga a quarta divisão francesa.

## Seleção Malgaxe
Nascido na ilha de Reunião, Adrien estreou pela Seleção Malgaxe em novembro de 2017, contra as Ilhas Comores (empate por 1 a 1). Fez parte da surpreendente campanha dos Barea na Copa Africana de Nações de 2019, sediada no Egito, que terminou nas quartas-de-final após derrota por 3 a 0 para a Tunísia.
O goleiro, que disputou os 5 jogos de sua seleção, foi um dos 9 franceses convocados por Nicolas Dupuis ao torneio - Ibrahima Dabo, Dimitry Caloin, Marco Ilaimaharitra, Jérémy Morel e Jérôme Mombris nasceram na França continental, enquanto William Gros, Romain Métanire e Thomas Fontaine são também naturais de Reunião.